# Con Sheehan
Cornelius Sheehan (ur. 3 marca 1989 w Clonmel) – irlandzki bokser, dwukrotny medalista mistrzostw Unii Europejskiej 2008 i 2009.
Jako zawodowiec stoczył 6 zawodowych walk, wygrywając wszystkie.